# Предкавказская щиповка
Предкавказская щиповка (лат. Sabanejewia caucasica) — вид рыб семейства вьюновых (Cobitidae).
Длина 4-9 см, максимальная — до 10,6 см. Населяет предгорные и равнинные участки речек и ручьев. Питается предкавказская щиповка животным бентосом и планктоном, иногда — водорослями. Нерест в июле—августе.
Распространён на ограниченной части бассейна Каспийского моря (в бассейнах рек Терек, Кумы, Сулак, Шура-озень), а также в верхнем течении Кубани.
Хозяйственного значения вид не имеет. Включен в Красную книгу России (2001) как редкий, малоизученный вид, распространенный на ограниченной территории.